# R1-D1 Unit Attack
R1-D1 Unit Attack is een videospel voor de platforms Commodore 64 en Commodore 128. Het spel werd uitgebracht in 1986. Het spel waarbij men robots moest aanvallen en vernietigen was niet te koop maar werd meegeleverd met de aankoop van de Commodore computer in 1986. De lay out is kubistisch met primaire kleuren.